# Eurychoromyia mallea
Eurychoromyia mallea är en tvåvingeart som beskrevs av Friedrich Georg Hendel 1910. Eurychoromyia mallea ingår i släktet Eurychoromyia och familjen lövflugor.
Artens utbredningsområde är Bolivia. Inga underarter finns listade i Catalogue of Life.